# Elisabeth Sinding
Elisabeth Sinding, född 1846 i Nes i Akershus, död 1930, var en norsk målare.
Sinding studerade i Dresden 1866–1869 och därefter för Otto Seitz i München. Hon målade djur, i synnerhet hästar, med stabil, naturalistisk teknik. Hon är representerad vid Nasjonalgalleriet i Oslo med en hästmålning (1883) och ett antal teckningar, samt på Nationalmuseum i Stockholm.

## Verk

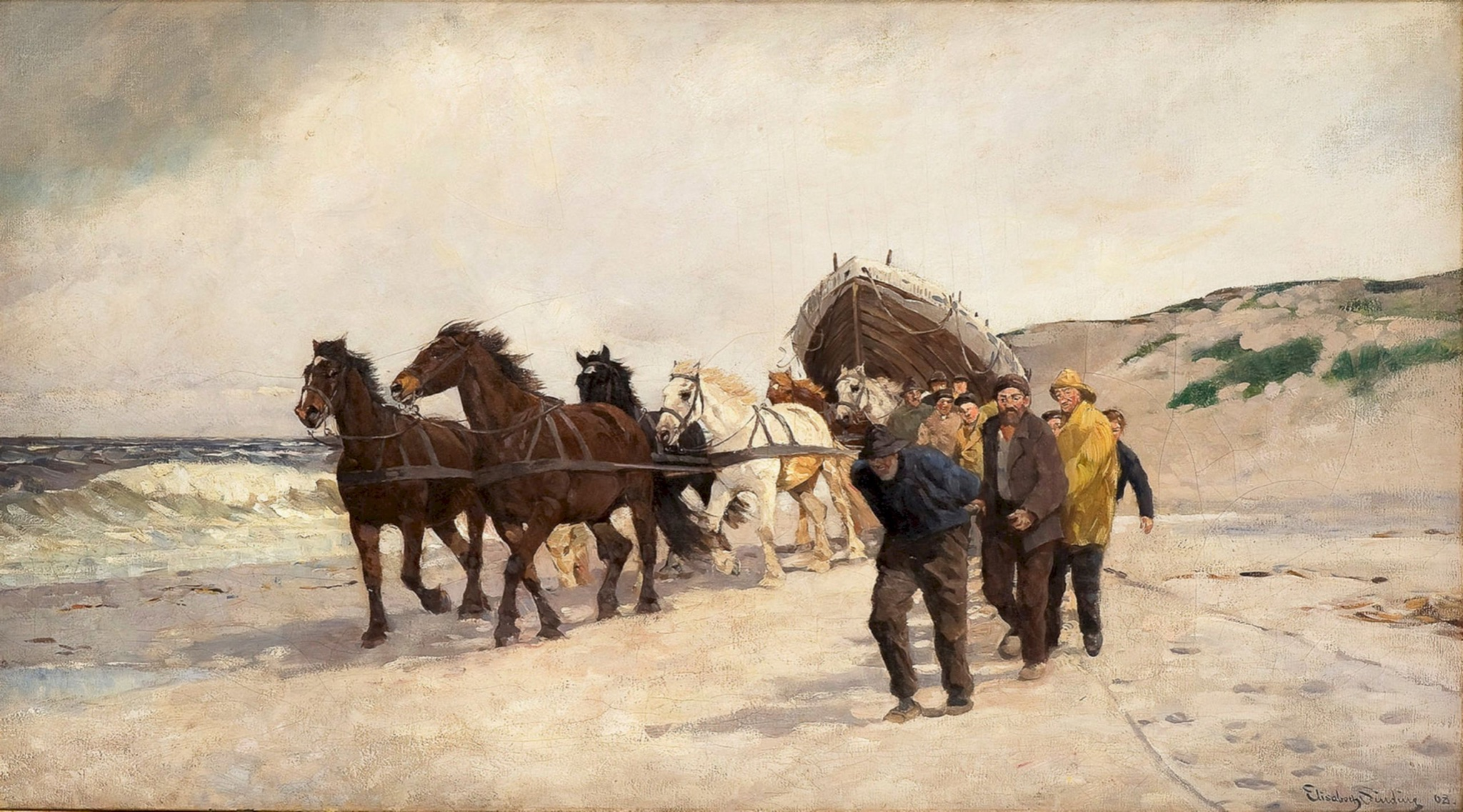
Båtopptrekking (1908).

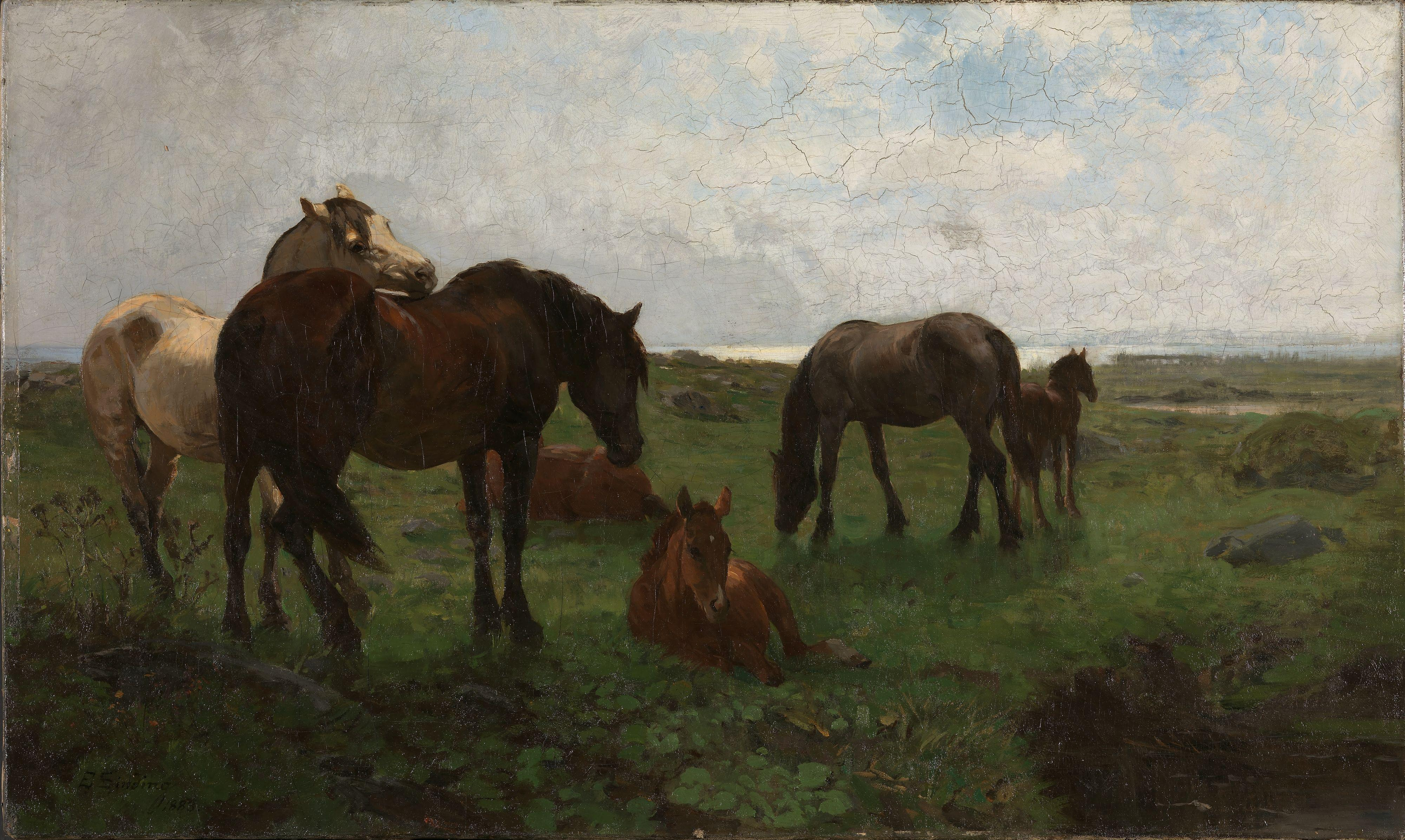
Hester (1883), Nasjonalmuseet for kunst, arkitektur og design.